# Synagoge (Belgrad)

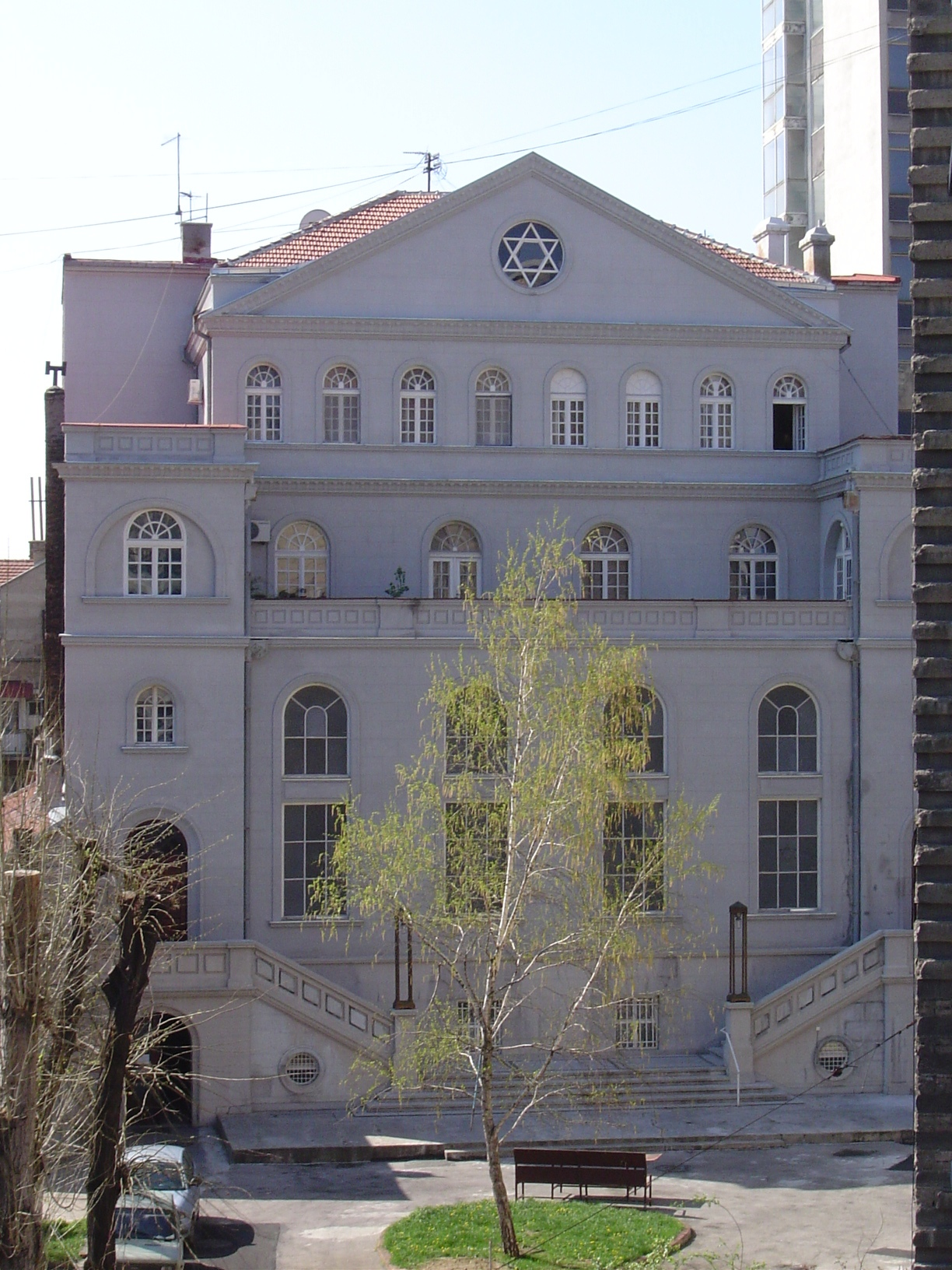
Synagoge in der Belgrader Innenstadt

Die Synagoge von Belgrad liegt in der Belgrader Innenstadt und ist eine von derzeit zwei Synagogen in der serbischen Hauptstadt. Die zweite befindet sich im Stadtteil Zemun.

## Geschichte
Die Geschichte der Juden in Belgrad kann bis zur türkischen Eroberung Belgrads 1521 mit Belegen zurückverfolgt werden. Seit der Mitte des 16. Jahrhunderts verstärkte sich die Besiedlung durch Sepharden, die 1492 mit dem Alhambra-Edikt aus Spanien vertrieben worden waren. Laut Angaben aus den Jahren 1567 und 1573 werden mehrere konfessionelle Gemeinden und drei Synagogen erwähnt. Während des 17. Jahrhunderts siedelte sich die Jüdische Gemeinschaft in der Nähe des Donauufers an, auf jenem Gebiet, das die Türken Jalije (türk. yali, Ufer) nannten. Erst seit dem Beginn der Bildung eines unabhängigen serbischen Staates verbesserte sich das Leben der Juden schrittweise, bis sie dann nach dem Berliner Kongress volle Bürgerrechte erlangten.
Die Geschichte der Besiedlung und des Lebens aschkenasischer Juden auf dem Gebiet der Stadt Belgrad beginnt bereits während des 18. Jahrhunderts, jedoch vergrößert sie sich bedeutend Mitte des 19. Jahrhunderts und in der ersten Hälfte des 20. Jahrhunderts. Am 1. Oktober 1869 wurde eine separate aschkenasische Gemeinde in Belgrad gegründet. Es werden auch die „Regeln der Religionsgruppe der aschkenasischen Juden“ (so hieß die aschkenasische Gemeinde bei der Gründung) in zwanzig Punkten, die die Gründung einer Schule und eines Gotteshauses vorsahen, verabschiedet. Die Stadtverwaltung bewilligte diese Regeln, womit der Grundstein für die neue Aschkenasische Gemeinde in Belgrad gelegt wurde. Anfangs wurde ein gemietetes Haus in der Straße Kosmajska (heutige Straße Maršala Birjuzova) für religiöse, administrative, kulturelle und ähnliche Zwecke der Gemeinde genutzt. Die Verwirklichung der Idee zur Errichtung eines neuen funktionaleren Gebäudes und die Aktion zur Spendensammlung für den Bau der aschkenasischen Synagoge beginnt vor dem Ersten Weltkrieg. Jedoch beginnt der Bau der Synagoge erst nach dem Krieg mit der Legung des Grundsteins am 15. Juni 1924 und zu diesem Anlass wurde auch eine Pergamenturkunde, die der König Aleksandar und die Königin Marija unterzeichnet haben, eingemauert. An dieser Feierlichkeit nahmen die Abgeordneten des Königs und der Regierung des Königreichs der Serben, Kroaten und Slowenen, die Vertreter der Jüdischen Gemeinden, verschiedene Körperschaften aus dem Königreich, der Vorsitzende der Nationalversammlung sowie der Oberrabbiner Dr. Alkalaj teil.
Der Plan zur Errichtung der Synagoge wurde 1923 bewilligt und das Objekt selbst in der Zeit vom 15. Mai 1924 bis zum 27. November 1929 errichtet. Von 1924 bis 1926 wurde das Gebäude der Synagoge nach dem Projekt des Architekten Franjo Urban, unter Beteiligung von Milan Šlang, gebaut. 1929 wurden nachträglich Arbeiten an der Änderung der Innengestaltung, nach dem Projekt des Architekten Milutin Jovanović, durchgeführt. Das Objekt diente bis 1941 als Gebäude der Serbisch-Jüdischen Kirchengemeinde nach aschkenasischem Ritus. Während der Nazi-Besatzung Belgrads von 1941 bis 1944 wurde seine authentische Funktion degradiert, indem es zu einem Bordell umgewandelt wurde, um dann nach dem Krieg wieder die Funktion einer Synagoge für beide Glaubenskongregationen der Belgrader Juden aufzunehmen.

## Architektur
Das Gebäude der Synagoge wurde im Geiste des Akademismus mit überwiegenden Elementen der Neorenaissance konzipiert. Höhentechnisch besteht es aus Untergeschoss, Erdgeschoss, Galerie des Erdgeschosses und erstes und zweites Obergeschoss. Der Innenraum wurde für verschiedene Zwecke konzipiert, als Raum für vielfältige Aktivitäten der jüdischen Gemeinschaft: Religions-, Kultur-, Bildungs-, Büro- und Wohnraum. Solch ein Mehrzweckkonzept des Objekts ist auf dem Religions- und Gesellschaftskontext der Synagoge aufgebaut. Sie soll drei Grundfunktionen vereinen: Ort des religiösen Gottesdienstes der jüdischen Kongregation, Ort mit Bildungs- und Versammlungszweck der jüdischen Gemeinde. Im Untergeschoss ist eine koschere Küche mit Esszimmer und Hilfsräumen untergebracht. Der zentrale Raum des Erdgeschosses mit Galerie hat symbolisch und religiös als Ort für den Religionsritus primäre Bedeutung. An den Seiten, mit Wänden vom Religionsraum getrennt, befinden sich Büros, ein Lehrraum und ein Sitzungssaal. Im ersten und zweiten Obergeschoss sind Wohnräume verteilt. Der Gebetsraum ist durch zwei Säulenreihen, die eine begehbare Galerie tragen, aufgeteilt. Die Frontfassade ist harmonisch und symmetrisch konzipiert und der dekorative Akzent liegt auf dem Dachgiebel, wo sich im Rundfenster ein Davidstern – der sechszackige Stern – befindet.

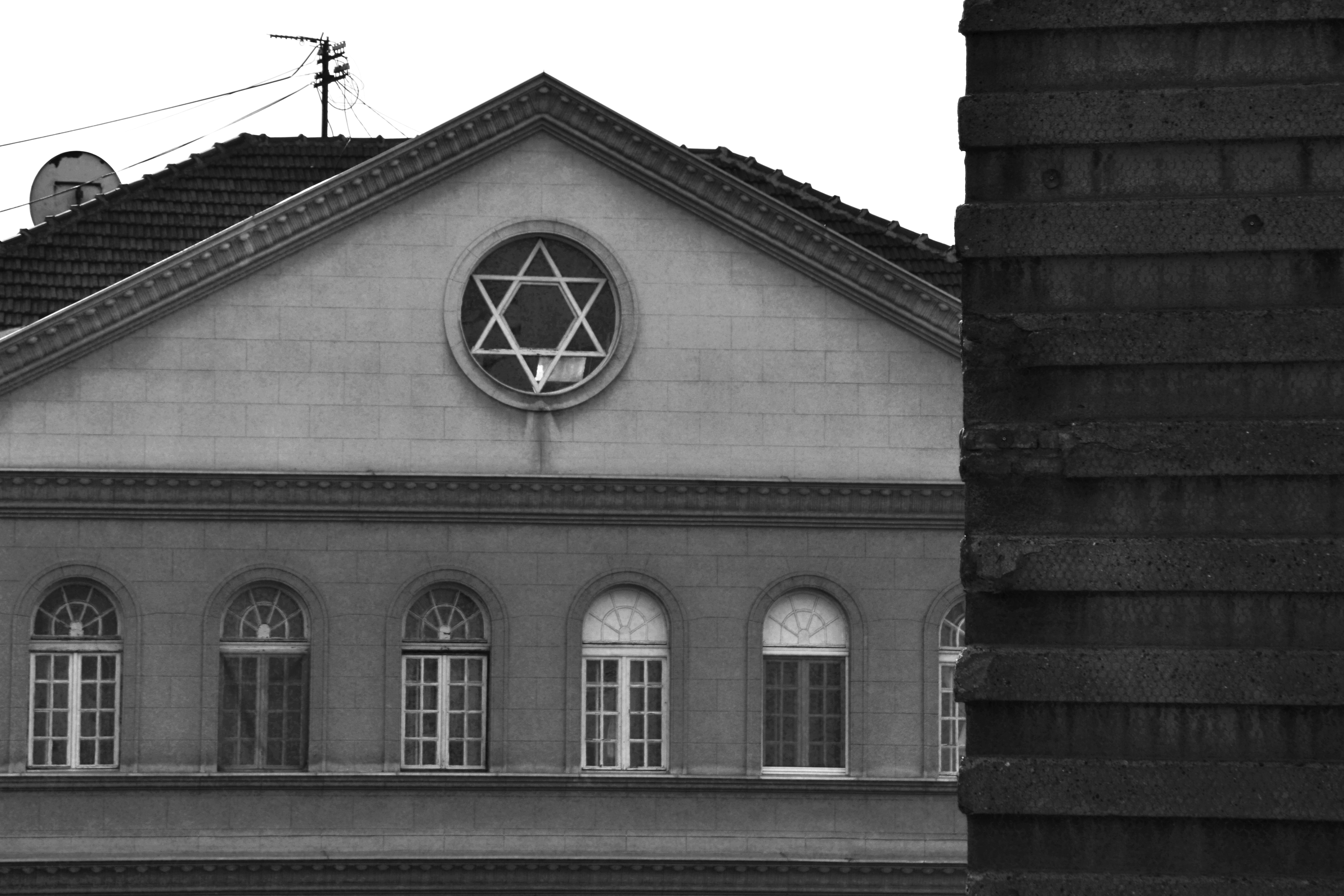
Davidstern

 Den zentralen Teil der Fassade nehmen vier langgezogene und halbrund abschließende Fenster ein, die sich im Erdgeschoss- und Galeriebereich erstrecken. Der Bereich des ersten Obergeschosses ist vom tieferen Bereich durch einen niedrigen und einfachen Teilungskranz abgeteilt. Die Fassade dieses Bereichs ist im Verhältnis zur Fassadenfläche der tieferen Bereiche zurückgezogen, so dass sie eine Terrasse, die von einem Baluster umgeben ist, bildet. In der Ebene der Fassade dieses Bereichs ist eine regelmäßig rhythmisierte Reihe von vier halbrund abschließenden Öffnungen verteilt. Nach dem Originalplan aus dem Jahr 1923 sind zwischen diesen Öffnungen dekorative Medaillons geplant. Das zweite Obergeschoss wurde am einfachsten mit acht halbrund abschließenden Fenstern konzipiert und ist vom ersten Obergeschoss durch einen dekorativen Teilungskranz abgeteilt. Die aufgezählten architektonischen Elemente geben der Frontfassade den Eindruck einer ausgeglichenen Horizontale, während die Vertikale durch seitliche niedrige Risalite betont wird. Diese schließen im Bereich des ersten Obergeschosses in Form von Türmchen ab, die an drei Seiten durch Bogenöffnungen erleichtert sind. Diese Türmchen spielen klar auf die Festungsgestalt und den Festungscharakter des ursprünglichen Tempel Salomons an. Außerdem repräsentieren sie ein häufiges Motiv der Synagogenarchitektur, die Jachin und Boas, die Säulen des Tempel Salomons darstellen. Der Schlussakzent der Vertikale liegt auf dem dreieckigen Giebel über dem zweiten Obergeschoss. Zum Gesamteindruck des festlichen und zeremoniellen Charakters der Synagoge trägt auch die breite dreiläufige Zugangstreppe im Bereich des Unter- und Erdgeschosses, die mit einem einfachen Baluster und zwei Kandelabern verziert ist, bei. Die Stil- und Raumgestaltung der Treppe erinnert an den französischen Klassizismus bzw. an die nördliche Fassade des Petit Trianon in Versailles.
Hinsichtlich der architektonisch-ästhetischen Gestaltung der Fassaden, wurde die Repräsentativität der Frontfassade, die harmonisch und gleichmäßig konzipiert ist, überlassen. Der dekorative Akzent liegt auf dem Giebel, wo sich im Rundfenster der Davidschild – der sechszackige Stern – befindet. Die Vertikale wird betont durch langgezogene, gebogene Fensteröffnungen im Bereich des rituellen Raums der Synagoge sowie durch seitliche Risalite mit Türmchen, die den zentralen Teil der Fassade flankieren.
Der Gebetsraum, der dem Glaubensritual dient, ist gleichzeitig der zentrale und elementare Teil der Synagoge. Der Schrein (hehal) der Synagoge Sukkat Shalom hat eine längslaufende Form und befindet sich auf der Ebene des Erdgeschosses und der Galerie. Er orientiert sich in Richtung Ost-West und ist durch zwei Reihen an achtseitigen freien Säulen mit dekorativen Kapitellen aufgeteilt. Diese Säulen, die gleichzeitig ästhetische, symbolische und konstruktive Funktion haben, tragen die begehbare Galerie. Die Decke ist kassettiert und mit einer floralen Bordüre verziert. Der heiligste und gleichzeitig dekorativste Teil ist der Toraschrein, der sich an der östlichen Wand des Tempels befindet. Darin befinden sich die heiligen Bücher, aschkenasische und sephardische Torarollen und das Alte Testament. An beiden Seiten dieses Teils stehen je zwei Säulen, die gleichen wie die Säulen des Schreins, nur mit rundem Querschnitt. Sie tragen einen großen Marmorwürfel, der Moses’ Bundeslade mit den zehn Geboten symbolisiert. Diese dekorativen Architekturelemente stammen aus der Zeit der Rekonstruktion des Kulturdenkmals nach dem Zweiten Weltkrieg, nachdem die Innengestaltung, mit Ausnahme des Raumkonzepts, während der Besatzung zur Gänze degradiert wurde.
Im Kontext des urbanistischen Plans wurde das Gebäude der Synagoge als frei stehendes Objekt in der Tiefe der Parzelle ausgeführt, was im bestimmter Hinsicht die volle Betrachtung des Objekts von der Straße aus erschwert. Diese Objektposition ist vor allem durch die historisch-urbanistische Matrix des erweiterten Raums, der charakterisiert ist durch ein unregelmäßiges Straßengefüge und eine langgezogene Parzelle, bedingt.
Das Kulturdenkmal der Synagoge Sukkat Shalom stellt ein wichtiges kulturgeschichtliches Zeugnis des Lebens der jüdischen Gemeinschaft in Belgrad und Serbien dar. Dementsprechend geht der kulturgeschichtliche Wert des Objekts vor allem aus seiner religiösen Funktion hervor, hinsichtlich der Tatsache, dass es sich um das einzige authentische aktive Religionsobjekt der jüdischen Gemeinde in Serbien handelt und dass es eins der seltenen erhaltenen Objekte der Synagogenarchitektur in Serbien darstellt. Auf der anderen Seite hat das Objekt als ein repräsentatives Beispiel der akademischen Architektur und als Werk eines bedeutenden und produktiven Architekten, architektonisch-urbanistischen Wert.